# Dorper Höhlen
Die Dorper Höhlen sind fünf oder vier nah benachbarte Höhlen im Wuppertaler Stadtgebiet, sie sind gemeinsam als Naturdenkmal gemäß § 22 a LG NRW ausgewiesen.

## Lage und Beschreibung
Die Dorper Höhlen im 488 m langen ehemaligen Eisenbahntunnel, dem Dorp-Tunnel der Bahnstrecke Düsseldorf-Derendorf–Dortmund Süd (genannt „Nordbahntrasse“), sind bisher die einzigen bekannten Höhlen in Kalklagen der Dorp-Fazies 1. Vier Kleinhöhlen sind die Dorper Laughöhle, Dorper Schachthöhle, Dorper Tunnelhöhle I (Katasternummer; 4708/004 16 m Länge, 7,5 m Höhendifferenz), Dorper Tunnelhöhle II (Katasternummer 4708/010; 45 m Länge, 6 m Höhendifferenz). Im Untersuchungsbericht von 2015 wurden nur noch vier Höhlen erwähnt, der Eintrag als Naturdenkmal bezieht sich auf fünf Höhlen, womöglich sind für den Bericht 2015 zwei Laughöhlen zu einer zusammengefasst.
Über dem Gebirge befindet sich die Nüller Straße.
Die Höhlen dienen Wasserfledermäusen und Großen Mausohren als Winterquartier. Auch Zwergfledermäuse sind in lauen Sommernächten häufig auf der Nordbahntrasse beim Jagdflug zu beobachten. Der Zugang zu den Höhlen ist, bis auf Zugangslöcher für Fledermäuse, gegen unbefugtes Betreten verschlossen.

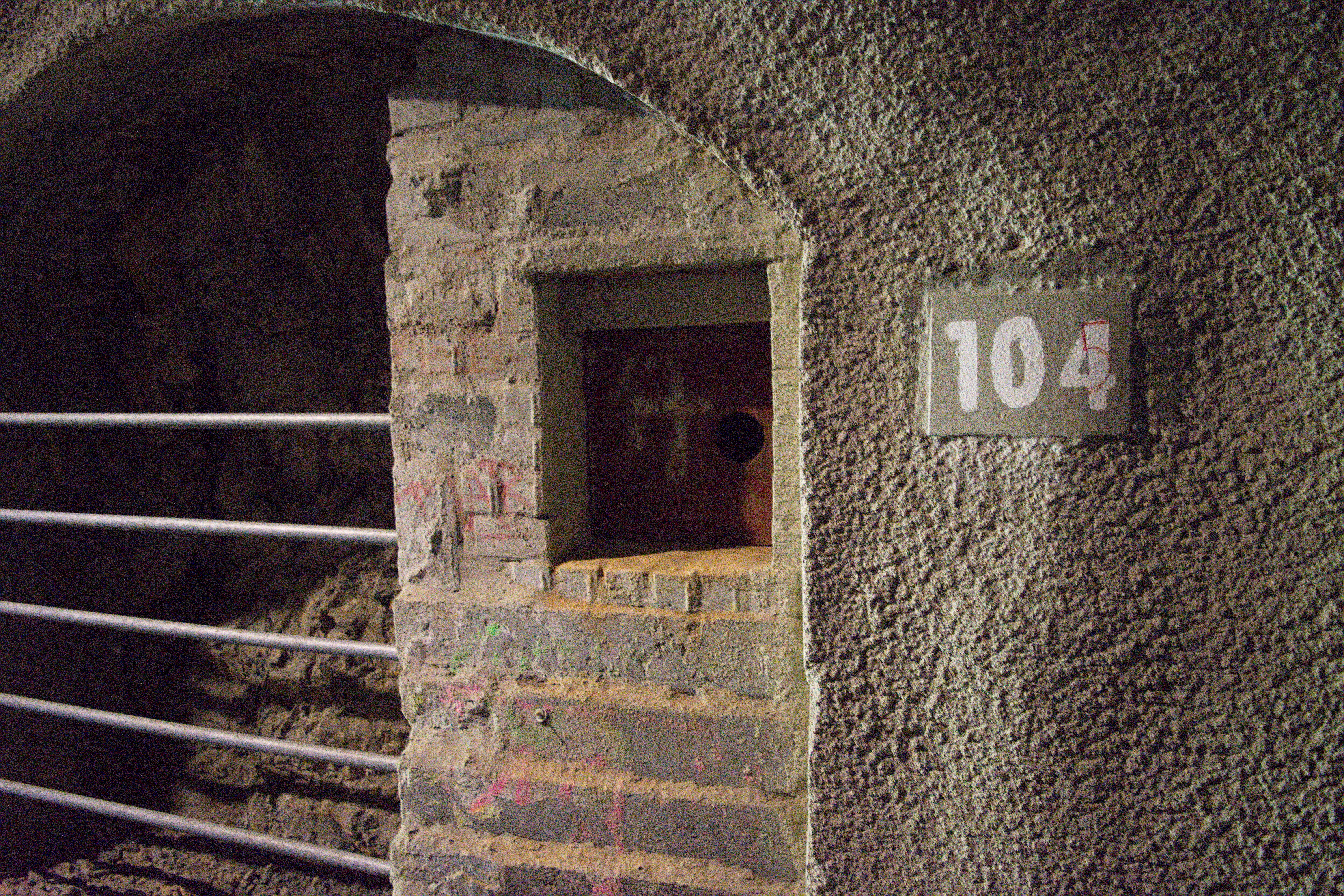
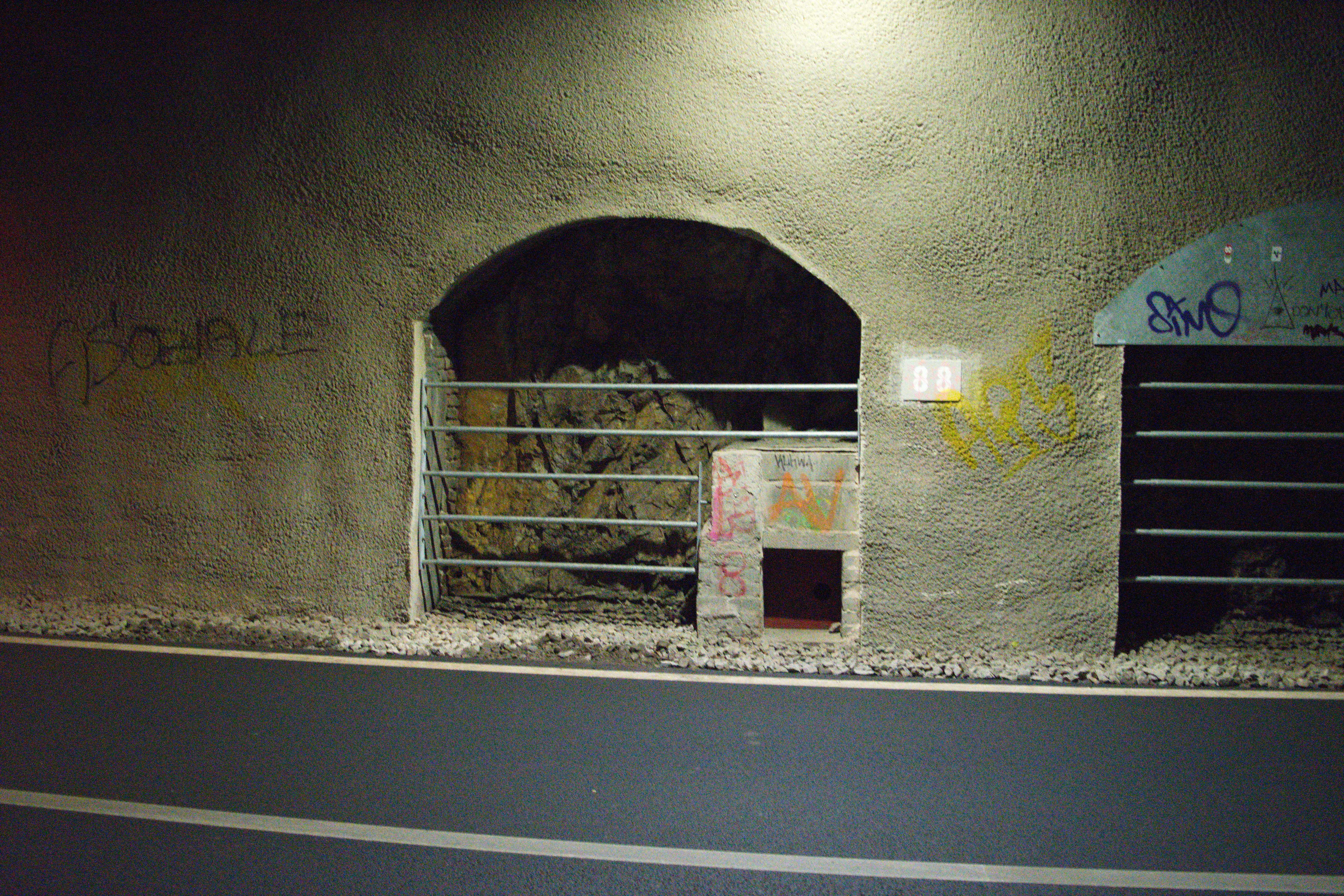
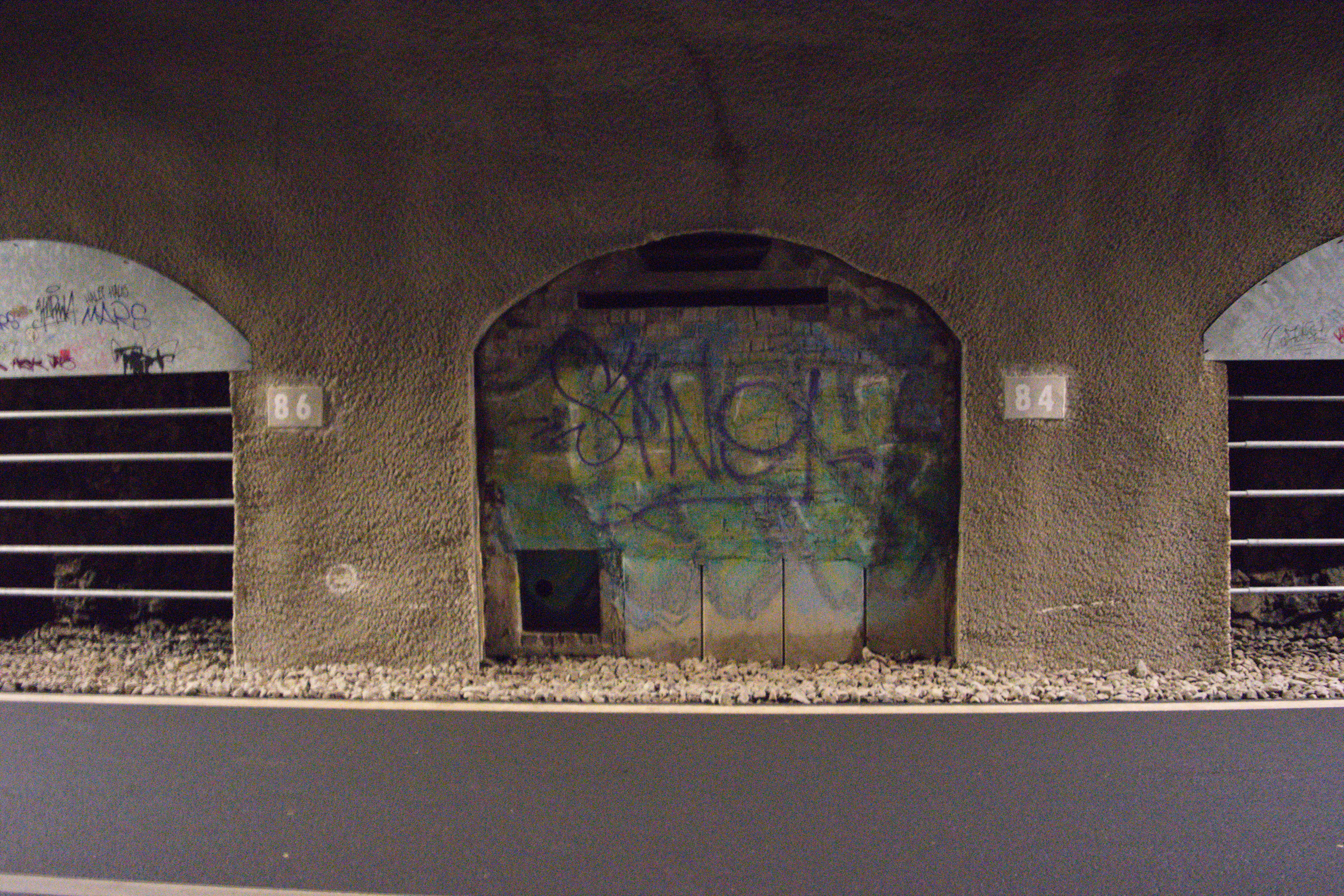

## Geschichte
Der Tunnel wurde 1868 bis 1872 gebaut. Die Stilllegung der Bahnstrecke erfolgte 1999. Die Höhlen wurden vom Arbeitskreis Kluterthöhle (AKKH) 2008, vor dem Anfang der Umgestaltung der stillgelegten Bahnstrecke 2009 zum Geh- und Radweg, näher untersucht.